# Герасименко Андрій Степанович
Андрій Степанович Герасименко (нар. 16 вересня 1916, село Анисів, тепер Чернігівського району Чернігівської області — 26 лютого 1984, село Анисів Чернігівського району Чернігівської області) — український радянський діяч, голова колгоспу «Всесвітній Жовтень» Чернігівського району Чернігівської області, Герой Соціалістичної Праці (26.02.1958). Депутат Верховної Ради СРСР 4—6-го скликань. Кандидат у члени ЦК КПУ в 1966—1971 роках.

## Біографія
Народився в бідній селянській родині. Після закінчення початкової школи з 1930 року працював у колгоспі «Всесвітній Жовтень» Чернігівського району спочатку рядовим колгоспником, а з 1936 року, після закінчення курсів бригадирів, бригадиром колгоспу.
У 1941—1946 роках — у Червоній армії, учасник німецько-радянської війни з 1941 року. Служив електромонтером генераторної станції телеграфно-телефонного батальйону 55-го окремого Червонопрапорного полку зв'язку 13-ї армії на Західному, Південно-Західному, Брянському, Центральному, Воронезькому, 1-му Українському фронтах.
Член ВКП(б) з 1945 року.
З 1946 року — голова колгоспу «Всесвітній Жовтень» села Анисів Чернігівського району Чернігівської області. Керував господарством протягом 35 років.
З 1981 року — на пенсії. Помер після важкої тривалої хвороби. Похований у рідному селі.

## Нагороди
- Герой Соціалістичної Праці (26.02.1958)
- три ордени Леніна (26.02.1958, 30.04.1966, 8.12.1973)
- орден Жовтневої Революції (8.04.1971)
- орден Трудового Червоного Прапора (7.08.1951)
- медаль «За бойові заслуги» (16.05.1943)
- медаль «За відвагу» (16.05.1945)
- медалі
- дві Почесні грамоти Президії Верховної Ради Української РСР (15.10.1966, 1976)
- Нагороджений золотою (1956) і 2 малими золотими (1955, 1957) медалями Всесоюзної сільськогосподарської виставки, автомашиною «Победа» (1957), золотою (1963) і срібною (1965) медалями Виставки досягнень народного господарства СРСР.

## Твори
- Герасименко А. С. Колгосп краю поліського. — К.: Урожай, 1967.